# Ruta Provincial 13 (Buenos Aires)
La Ruta Provincial 13 es una carretera pavimentada de 26 km de extensión en los partidos de Ensenada y La Plata en la provincia de Buenos Aires, República Argentina construido en 1945 e inaugurado en diciembre de ese año por el gobernador Juan Atilio Bramuglia.

## Localidades
- Ensenada: Ensenada.
- La Plata: El Casco Urbano, Tolosa, límite entre Tolosa y Ringuelet, límite entre Tolosa y Gonnet, límite entre Tolosa y José Hernández, La Cumbre, Melchor Romero y Abasto.

## Recorrido
- A continuación, se muestra en el esquema las intersecciones con otras calles, avenidas y rutas importantes que se presentan en el trayecto.

|  | CONTgq | ABZq+lr | CONTfq |

|  | WASSERq | WBRÜCKE1 | WASSERq |

|  |  | STR |

|  | STRq | KRZ | STRq |

|  | STRq | TBHF | STRq |

|  | STR+l | ABZgr |  |

|  | STR | CONTf |  |

|  | SKRZ-Gu |  | lDAMPF |

| STRq | KRZ | STRq |  |

| STRq | RMKRZ | STRq |  |

| RMq | RMIdu | RMq |  |

|  | RM |

| WASSERq | RMoW2 | WASSERq |  |

| exSTRq | MWNODE | exSTRq |  |

| STRq | MWNODE | STRq |  |

| STRq | MWNODE | STRq |  |

|  | exSKRZ-G+eBUE |

| STRq | RMKRZ | STRq |  |

|  | RM |

| exSTRq | RMKRZ | STRq |  |

|  | RM |

| STRq | MWNODE | STRq |  |

| WASSERq | RMoW2 | WASSERq |  |

|  | RM |

| CONTgq | MWNODEe | CONTfq |  |

## Nomenclatura municipal
Debido a que gran parte de esta carretera discurre por zonas urbanas, los diferentes municipios dieron nombres a esta ruta:
- En Ensenada: Camino Rivadavia.
- En La Plata: Calle 120 y Calle 520.